# 塞尔维亚驻华大使馆
塞尔维亚驻华大使馆是塞尔维亚共和国派驻于中华人民共和国首都北京的外交代表機構，位于北京市朝阳区三里屯东六街1号，设于两国建交的1955年。
该大使馆兼辖塞尔维亚在朝鲜、蒙古国和巴基斯坦的外交事务。

## 历史
塞尔维亚驻华大使馆的历史可追溯到1955年南斯拉夫联邦人民共和国与中华人民共和国建交，两国建交后均在对方国家首都建立大使馆，并互派大使，南斯拉夫首位驻华大使是原任南斯拉夫联邦国民议会外交委员会主席的弗拉吉米尔·波波维奇，波波维奇于1955年6月30日向中华人民共和国主席毛泽东递交国书。
多个加盟国退出南斯拉夫联邦后，剩下的塞尔维亚和黑山于1992年组建南斯拉夫联盟共和国，该大使馆为南联盟继承，2003年南联盟重组并改名为塞尔维亚和黑山。2006年，塞尔维亚和黑山国家联盟解体，该大使馆为塞尔维亚继承。